# Lipa, Cetinje
Lipa este un sat din comuna Cetinje, Muntenegru. Conform datelor de la recensământul din 2003, localitatea are 23 de locuitori (la recensământul din 1991 erau 33 de locuitori).

## Demografie
În satul Lipa locuiesc 23 de persoane adulte, iar vârsta medie a populației este de 43,1 de ani (43,4 la bărbați și 42,5 la femei). În localitate sunt 9 gospodării, iar numărul mediu de membri în gospodărie este de 2,56.
|  |

| Demografie | Demografie | Demografie |
| An         | Locuitori  | Locuitori  |
| ---------- | ---------- | ---------- |
|            |            |            |
|            |            |            |
|            |            |            |
|            |            |            |
| 1948       | 138        |            |
| 1953       | 111        |            |
| 1961       | 79         |            |
| 1971       | 60         |            |
| 1981       | 47         |            |
| 1991       | 33         | 33         |
| 2003       | 23         | 23         |

| \| Componența etnică conform recensământului din 2003[2] \| Componența etnică conform recensământului din 2003[2] \| Componența etnică conform recensământului din 2003[2] \| Componența etnică conform recensământului din 2003[2] \| Componența etnică conform recensământului din 2003[2] \| \| ----------------------------------------------------- \| ----------------------------------------------------- \| ----------------------------------------------------- \| ----------------------------------------------------- \| ----------------------------------------------------- \| \| \| \| \| \| \| \| Muntenegreni \| Muntenegreni \| \| 23 \| 100% \| \| necunoscută \| necunoscută \| \| 0 \| 0% \| |              |  |    |      |
| Componența etnică conform recensământului din 2003 |              |  |    |      |
| |              |  |    |      |
| Muntenegreni | Muntenegreni |  | 23 | 100% |
| necunoscută | necunoscută  |  | 0  | 0%   |